# La signora scompare
La signora scompare (The Lady Vanishes) è un film del 1938 diretto da Alfred Hitchcock.
Il soggetto è tratto dal romanzo Il mistero della signora scomparsa (The Wheel Spins) di Ethel Lina White.
Nel 1979 ne è stato realizzato un remake intitolato Il mistero della signora scomparsa, diretto da Anthony Page, con Angela Lansbury nel ruolo di Miss Froy.

## Trama
Un treno sta percorrendo il tragitto dai Balcani verso Londra, quando una valanga lo blocca in un villaggio sperduto.
Il luogo si trova nello sconosciuto Stato di Brandika, governato da un dittatore. Nell'albergo in cui sono costretti a pernottare s'incontrano alcuni cittadini inglesi: Iris Henderson, giovane ereditiera di un ricco produttore di marmellate, reduce da una vacanza con due amiche e diretta a Londra per sposarsi con un nobiluomo; Miss Froy, amabile vecchia signora in tailleur di tweed, governante e insegnante di musica da sei anni in quel paese e in procinto di tornare in patria; Caldicott e Charters, tifosi di cricket, molto contrariati per la forzata interruzione del viaggio che rischia di far loro perdere la fase finale di un test match a Manchester; Gilbert, un musicista appassionato di folklore che registra canti popolari con un po' troppo rumore, da cui deriva uno scontro vivace con Iris; una coppia di amanti la cui maggior preoccupazione è quella di non essere riconosciuti.
Durante la notte un suonatore di strada, accompagnato dalla sua chitarra, canta una serenata che Miss Froy starà lungamente ad ascoltare dalla sua stanza, non accorgendosi che l'uomo viene strangolato proprio mentre lei si prepara per andare a dormire.
Il giorno successivo il viaggio riprende. Iris sulla banchina della stazione è vittima di uno strano incidente: nel consegnare gli occhiali scivolati a Miss Froy, che nel frattempo ha ritrovato la borsa perduta sotto una finestra, viene colpita in testa da un vaso di fiori precipitato dal davanzale, probabilmente non destinato a lei. Stordita e dolorante, è soccorsa dalla premurosa governante che le siede di fronte nello stesso scompartimento e l'invita poi a prendere un tè nel vagone ristorante. La ragazza si riprende, conversa, ritorna al proprio posto e si addormenta. Quando si risveglia, l'anziana signora è sparita. Iris interroga i passeggeri per ritrovarla ma inspiegabilmente tutti negano di averla mai vista e considerano lei vittima di un'allucinazione.
Sul treno ci sono alcuni personaggi già conosciuti in albergo (la coppia di amanti clandestini, i due tifosi di cricket, il musicologo Gilbert) e altri sconosciuti, come il signor Doppo, mago e illusionista spagnolo (italiano nella versione originale) che viaggia con moglie e figlio, il professor Hartz, un neurochirurgo di Praga, una baronessa tedesca. Per ragioni diverse, tutti negano che Miss Froy esista. Disorientata ma decisa a non arrendersi, Iris tenta di convincere Gilbert che Miss Froy era su quel treno. Lo sta per persuadere mostrandogli sul finestrino ancora visibile la scritta "Froy" che la signora aveva tracciato col dito sul vetro appannato perché lo sferragliare del treno copriva il suono delle parole, ma quando Gilbert guarda, la scritta è scomparsa. Disperata, Iris arresta il treno e sviene. Riportata al proprio scompartimento, la protagonista trova, vestita esattamente come Miss Froy, la fredda signora Kummer, che dichiara di essere la persona che andavano cercando.
A convincere Gilbert della versione di Iris sarà la bustina del tè lanciata dal cameriere fuori dal finestrino e andata ad appiccicarsi sul vetro: la stessa che la ragazza aveva raccontato essere di proprietà di Miss Froy. Iris e Gilbert iniziano a questo punto a cooperare per ritrovarla. Nella carrozza bagagliaio i due rovistano fra colombe, conigli e armadi dal doppio fondo trovando gli occhiali di Miss Froy, ma il prestigiatore ingaggia una lotta con i due riuscendo a sottrarre loro quella prova.
Nel frattempo, il professor Hartz scorta una donna vittima di ustioni completamente bendata, diretta a una clinica per essere da lui operata. Gilbert ha un'intuizione: che Miss Froy sia la paziente imprigionata nelle fasciature. La supposizione si rivela corretta e miss Froy viene liberata dalle bende. A questo punto i passeggeri inglesi del treno si trovano coinvolti in una storia di complotto spionistico.
Le spie guidate da Hartz e dalla baronessa vogliono catturare Miss Froy, di cui appare ormai chiaro un ruolo ben più rilevante di quello di governante. Fanno deviare alcuni vagoni del treno su un binario morto, accerchiandoli con uomini armati. Miss Froy prova a fuggire nel bosco, dopo aver lasciato un messaggio in codice contenuto nelle note musicali di una melodia che Gilbert deve imparare a memoria e portare al Foreign Office britannico nel caso lei non riesca a salvarsi.
Coraggiosamente i passeggeri si difendono e rispondono al fuoco nello scontro armato con le forze nemiche. Gilbert costringe i macchinisti a riattivare la locomotiva e il treno riesce a superare il confine, mettendo in salvo i passeggeri. A Londra Iris, conquistata da Gilbert, rinuncia per lui al suo futuro sposo. Come promesso si recano al Ministero degli Esteri a Whitehall per riferire il messaggio in codice. Gilbert si accorge allora di aver dimenticato le note della melodia che pure aveva canticchiato per tutto il tempo. Al pianoforte qualcuno però sta suonando proprio quelle note: è miss Froy, felicemente e definitivamente ritrovata.

## Produzione
Approssimandosi la scadenza del contratto che la Gainsborough Pictures (filiazione della Gaumont-British) aveva rilevato dalla Gaumont, Hitchcock doveva concludere il secondo film (il primo era Giovane e innocente) previsto dall'accordo con Edward Black.

### Soggetto
Non trovando un soggetto adatto, Hitchcock, contrariamente alle sue abitudini, chiese al produttore se non avesse qualche sceneggiatura già pronta. Nel maggio 1936 Frank Launder aveva proposto alla Gainsborough di comprare i diritti del romanzo della White, aveva lavorato alla sceneggiatura insieme a Sidney Gilliat ma Roy William Neill, il regista a cui era stata affidata la regia, non portò a compimento il film.

### Cast
Il ruolo dell'amabile e anziana spia fu affidato a Dame May Whitty, che poi sarà scritturata per un ruolo minore ne Il sospetto.
Nel ruolo della giovane ricca borghese il regista utilizzò Margaret Lockwood, sotto contratto per la casa di produzione; nel ruolo dello spiantato musicista Hitchcock avrebbe voluto Robert Donat, il protagonista de Il club dei 39, che dovette rinunciare per motivi di salute; fu scelto allora Michael Redgrave, qui alla sua prima prova cinematografica, ma già famoso come giovane attore teatrale nella compagnia di John Gielgud. Redgrave piacque al regista per il suo stile distaccato e disinvolto.

### Sceneggiatura
Nell'ottobre 1937 Hitchcock lesse la sceneggiatura e ne fu entusiasta: il senso dell'umorismo dei due giovani scrittori era molto vicino al suo e quella da loro scritta la considerò una delle migliori.

### Riprese
Il film fu realizzato interamente in cinque settimane, nell'autunno 1937.
Nell'intervista rilasciata da Alfred Hitchcock a François Truffaut, pubblicata per la prima volta nel 1966, il regista racconta a proposito di questo suo film:
«È stato girato nel 1938 nel piccolo teatro di posa di Islington, su una piattaforma di trenta metri e con sopra un vagone. Il resto è stato fatto con degli schermi di trasparenza e dei modellini.»

### Tecnica cinematografica
Hitchcock racconta:
«Tecnicamente era un film molto interessante da fare. Per esempio in The Lady Vanishes dovevo girare una scena molto tradizionale imperniata su una bevanda drogata. Cosa si fa di solito in un caso di questo genere? Ci si sbriga con un dialogo del tipo: "Tenga. Lo beva" "No, grazie" "Ma sì, le assicuro che le farà bene" "Non ora, più tardi." "La prego" "È troppo gentile..." e il personaggio prende il bicchiere, lo porta alla bocca, lo allontana, lo posa, lo riprende e ricomincia a parlare prima di decidersi a berlo, ecc. Allora mi sono detto: "No, non voglio fare così, proveremo a cambiare un po'." Ho fotografato una parte della scena attraverso i bicchieri affinché il pubblico li veda costantemente, ma i personaggi non li hanno toccati prima della fine della scena. Allora avevo fatto fabbricare dei bicchieri molto grandi... e ora uso molto spesso degli accessori ingranditi... È un bel trucco, eh?...»

### Temi
Oltre a tutti i suoi temi più cari (l'incredibilità della verità e il gioco delle apparenze, le spie, il viaggio, il rapporto di coppia e l'amore, l'umorismo) c'è una forte connotazione politica, influenzata dall'attualità internazionale: il 1938 è l'anno del patto di Monaco, evocato dal fazzoletto bianco sventolato dall'avvocato, neutralista antipatico che, incurante dell'amante e degli altri inglesi, si consegna alle spie che lo uccidono nonostante stia mostrando il fazzoletto bianco in segno di resa. Nella versione originale del film un altro cattivo, Doppo, è italiano e non spagnolo come arbitrariamente deciso da doppiatori e distributori nostrani. Infine, il nemico principale del film, il dottor Hartz, allude alla Germania tanto nel suo cognome quanto nella provenienza (in quello stesso anno anche la Cecoslovacchia inizia a "scomparire", con l'annessione dei Sudeti alla Germania, prologo di quanto avverrà nell'anno successivo).
Hitchcock dichiara sentimenti antinazisti espressi altre volte nei suoi film (L'uomo che sapeva troppo, Il club dei 39, Amore e mistero, Il prigioniero di Amsterdam, Sabotatori, Prigionieri dell'oceano, Notorius).

## Distribuzione
Il film fu distribuito dalla Metro-Goldwyn-Mayer (MGM) e uscì in sala nell'agosto 1938. A Londra, fu presentato il 5 ottobre 1938 mentre, negli Stati Uniti, uscì il 1º novembre 1938.
Il film fu un grande successo a Londra e anche in America. Fu l'evento della stagione natalizia a New York e il successivo sbarco del regista a Hollywood era atteso con grande entusiasmo.

### Edizione italiana
Come molti film del periodo britannico di Alfred Hitchcock, La signora scompare non giunse nei cinema italiani e fu doppiato direttamente per la prima trasmissione TV del 1978 con la direzione di Giorgio Piazza e le voci degli attori della CD.

## Accoglienza

### Critica
Il film è uno degli ultimi del periodo inglese di Hitchcock, il quale subito dopo si sarebbe trasferito a Hollywood. Il regista voleva che fosse il risultato delle sue ricerche fatte in tutti quegli anni:
- «... una sorta di tavola sinottica... un punto finale... una summa puntuale della serie Gaumont-British»[5];
- «... il testamento inglese di Alfred Hitchcock»[6].

Ma, secondo François Truffaut, il fascino del film sta nella magia dell'intreccio e nella credibilità dei personaggi:
- «... lo danno molto spesso a Parigi e capita che lo vada a vedere due volte nella stessa settimana; ogni volta mi dico: siccome lo conosco a memoria, non seguirò la trama, osserverò attentamente il treno... se si muove... come sono i trasparenti... se ci sono dei movimenti di macchina dentro gli scompartimenti, ma ogni volta sono talmente avvinto dai personaggi e dall'intreccio che non riesco mai a sapere come il film è costruito.»[7]

## Cameo
Hitchcock appare mentre passeggia su un marciapiede della stazione di Londra.

## Curiosità
In una delle prime scene, ambientate nel caotico albergo balcanico, Michael Redgrave, chiusosi per ripicca nella toilette di Margaret Lockwood per fare un bagno, canticchia la "Colonel Bogey March", una marcia militare composta nel 1914 da F. G. Ricketts che nel periodo hitleriano divenne un simbolo della resistenza inglese al dittatore nazista: in tal modo il protagonista del film anticipa, in maniera implicita, il tema di fondo della pellicola, ma oggi solo uno spettatore assai avveduto può recepire questo spunto, che nel 1938 era certamente assai più comprensibile. Lo stesso motivo musicale, con un arrangiamento modernizzato, costituì poi la famosissima colonna sonora del film Il ponte sul fiume Kwai, diretto da David Lean nel 1957.
La coppia di viaggiatori inglesi Charters e Caldicott, interpretati da Basil Radford e Naunton Wayne, ebbe un enorme successo tanto da ricomparire in altri film e programmi televisivi.

## Riconoscimenti
Nel 1999 il British Film Institute l'ha inserito al 35º posto della lista dei migliori cento film britannici del XX secolo.